# Гонщики на драйве
«Гонщики на драйве» (нем. Manta, Manta – Zwoter Teil) — немецкий комедийный фильм 2023 года режиссёра Тиля Швайгера, сиквел фильма «Рискованные гонки» 1991 года. Кроме Швайгера, свои роли повторили Тина Руланд и Михаэль Кесслер.
Мировая премьера состоялась 26 марта 2023 года.

## Сюжет
Спустя 30 лет, Берти повзрослел, женился на своей любимой Уши, и у них теперь двое детей. Но, судьба распорядилась не в их пользу, и в настоящее время, они живут отдельно. Уши управляет собственным роскошным салоном, живёт со своим избалованным сыном Даниэлем и недавно разбогатевшим партнёром Гуннаром, на его вилле. Берти некоторое время назад закончил свою гоночную карьеру и вместе с несколькими друзьями управляет автомобильной мастерской «Bertie’s Boxenstopp» с прикрепленной картинговой трассой и большой задолженностью, где он живёт вместе со своей дочерью Мюкке.
Гуннар лишает Даниэля карманных денег и выгоняет его из виллы. Теперь, он должен остаться с Берти. Когда у Берти возникает задолженность по выплате ссуды, и имущество находится под угрозой потери права выкупа, Берти хочет выиграть гонку 1990-х годов на Билстер-Берг, чтобы использовать выигрыш в размере 150 000 евро для погашения ссуды. Сначала он хочет посоревноваться с Opel Calibra из своей мастерской, но Даниэль разбивает его в игре трусов. Чтобы Берти  смог начать гонку, Уши вывозит из гаража его старый тюнингованный Manta В GTE, которого, как он думал, списали. Его оснащают более мощным двигателем и перекрашивают в чёрный цвет.
На самой трассе, Берти стартует последним, но догоняет ведущего и всё равно выигрывает гонку.

## В ролях
- Тиль Швайгер — Берти Катцбах
- Тина Руланд — Уши Катцбах
- Михаэль Кесслер — Клауcи
- Тим Оливер Шультц — Даниэль Катцбах
- Луна Швайгер — Мюкке Катцбах
- Тамер Tирашоглу — Салем
- Мориц Бляйбтрой — Гуннар
- Аксель Штайн — Аксель
- Ронис Голиат — Тайриз
- Алёна Гербер — Анна
- Нилам Фарук — Сири
- Юстус Йоханссен — Рико
- Эмма Дрогунова — Леони
- Мартин Армкнехт — Аксель
- Тимур Бартельс — Том

## Производство
В 2008 году появились слухи о второй части фильма, под названием «Гонщики на драйве». В 2010 году, впервые было официально упомянуто, что ведётся работа над ним.
Однако со смертью продюсера Бернда Айхингера, в январе 2011 года проект «Гонщики на драйве» был заморожен. В июле 2015 года предполагалось, что продолжение выйдет к 25-летию первой части, но в конечном итоге этого не случилось. Ведущие актёры того времени проявляли большой интерес к сиквелу.
В 2019 году Constantin Film объявили, что они «некоторое время работали над концепцией и сценарием для второй части». 23 мая 2022 года было официально подтверждено, что «Гонщики на драйве» будет снят, а съёмки начались в июне 2022 года. Выход фильма в кинотеатры был запланирован на 30 марта 2023 года.